# Zeuke

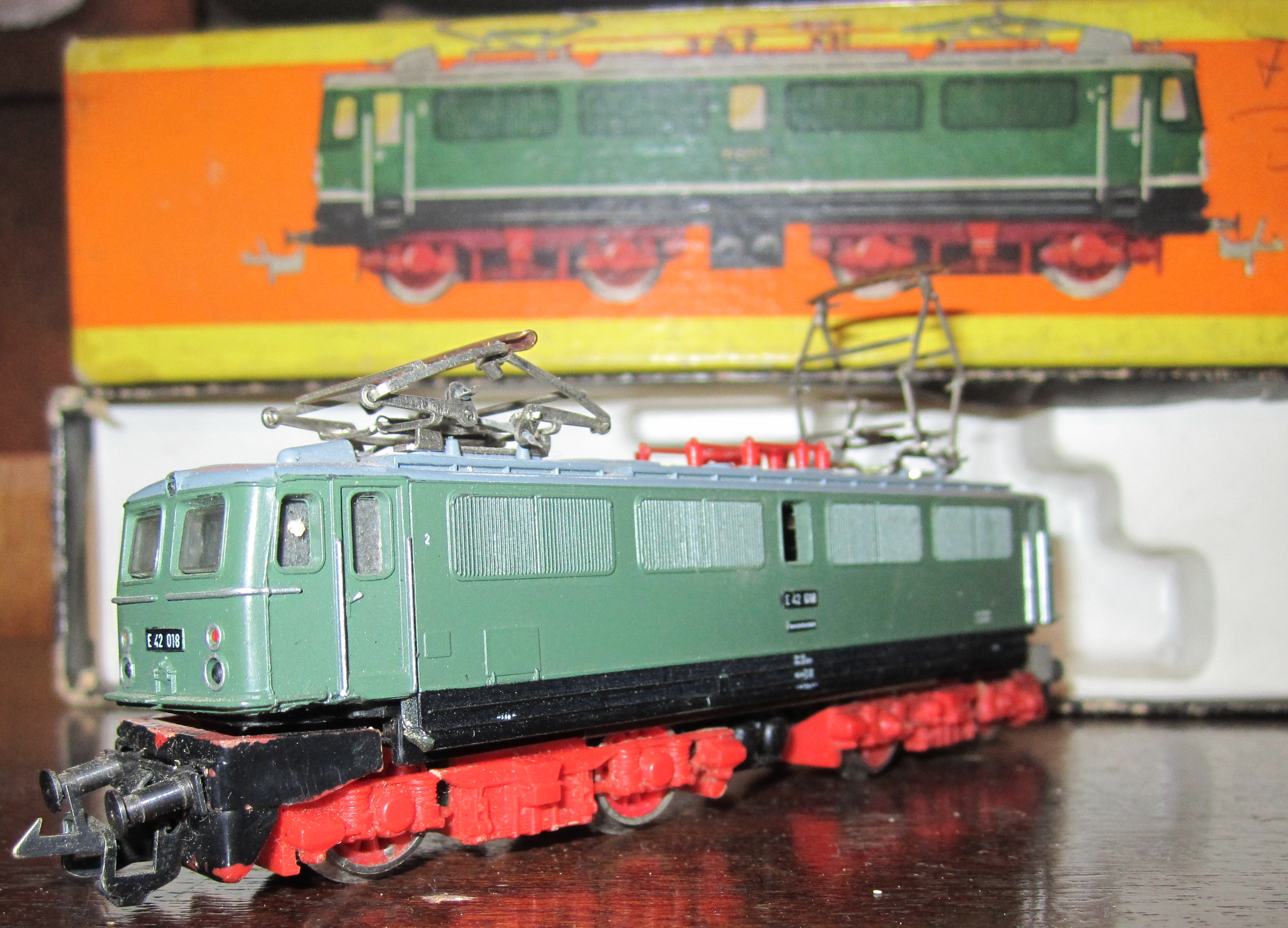
Model lokomotywy Baureihe 242 wyprodukowany przez Zeuke (2011)

Zeuke & Wegwerth KG, od 1972 VEB Berliner TT-Bahnen (BTTB) – niemieckie przedsiębiorstwo, producent modeli kolejowych w skali TT; działało w latach 1946–1992 w Berlinie, znacjonalizowane w 1972, w 1992 nabyte przez Hansa-Jürgena Tilliga i w 1993 przeniesione do Sebnitz, gdzie działa pod firmą Tillig.

## Historia
W 1958 roku berlińskie zakłady Zeuke&Wegwerth na targach lipskich zaprezentowały modele kolejowe w skali TT. Modele kolejek w skali TT były typowe dla Niemiec Wschodnich, ze względu na normatywy mieszkaniowe które ustanawiały 40 m² powierzchni mieszkań. Zakład po upaństwowieniu w 1972 r. był jedynym producentem modeli kolejowych tej skali w NRD jako przedsiębiorstwo państwowe VEB Berliner TT-Bahnen. 
W 1990 r. przedsiębiorstwo zostało zreprywatyzowane, a w 1993 r. zakupione w ramach postępowania upadłościowego przez Hansa-Jürgena Tilliga, który przeniósł jego siedzibę do Sebnitz. Później przedsiębiorstwo zostało wcielone do TILLIG Modellbahnen GmbH & Co. KG.